# Éloyse Lesueur-Aymonin
Pour les articles homonymes, voir Lesueur.
 (juillet 2019).
Éloyse Lesueur, née le 15 juillet 1988 à Paris, est une athlète française pratiquant le saut en longueur. Elle est championne du monde en salle de la discipline en 2014 et double championne d'Europe en 2012 et 2014. Elle détient le record de France en salle avec 6,90 m. 

## Biographie

### Débuts
Éloyse Lesueur commence par pratiquer la gymnastique dans la ville de Noisiel et elle est deux fois championne de France benjamine par équipes. En 2000, elle se met à l'athlétisme dans le club de Champs-Noisiel Athlétisme (aujourd’hui nommé Marne-la-Vallée Athlétisme). Spécialiste du 100 mètres et de l'heptathlon, Éloyse Lesueur se concentre sur l'épreuve du saut en longueur. Entrainée par Bertrand Valcin, elle remporte la médaille d'argent des Championnats du monde jeunesse 2005 de Marrakech, compétition qui met aux prises les meilleurs athlètes de moins de dix-sept ans. Vainqueure de son premier titre national en plein air à Tomblaine en 2006 avec la marque de 6,47 m, la Française se classe deuxième des Championnats d'Europe juniors de 2007 derrière sa compatriote Manuela Galtier. 
Le 27 janvier 2008 à Gainesville, en Floride, Eloyse Lesueur établit un nouveau record de France en salle avec la marque de 6,84 m. Cette performance lui offre la possibilité de se rendre aux Championnats du monde en salle de 2008 à Valence où elle termine finalement quatrième du concours (6,60 m). En 2009, Lesueur remporte la médaille de bronze des Championnats d'Europe espoirs de Kaunas grâce à un bond à 6,72 m. La même année, elle participe aux Championnats du monde de Berlin mais est éliminée au stade des qualifications.
En juin 2010, la Française remporte le concours de la longueur des Championnats d'Europe par équipes de Bergen avec 6,78 m, puis décroche le 9 juillet son deux. En 2011, Éloyse Lesueur termine au pied du podium des Championnats d'Europe en salle de Paris-Bercy avec un bond à 6,59 m. Fin juin à Pierre-Bénite, elle égale son record personnel en plein air de 6,78 m. 
Le 18 septembre, elle remporte, à Nice, le Décaième[Quoi ?] titre de championne de France élite à Valence. Blessée aux ischio-jambiers lors du meeting Areva de Paris-Saint-Denis, mi-juillet, elle déclare forfait pour les Championnats d'Europe de Barcelone
En fin de saison, elle retrouve la compétition à l'occasion du DécaNation et remporte la compétition avec un bond à 6,91 m (+0,8 m/s), établissant son record personnel ainsi que la 4e performance mondiale de la saison.

### Championne d'Europe (2012)
En juin 2012, elle prend la 2e place du concours de saut en longueur du Prefontaine Classic d'Eugene, quatrième étape de la Ligue de diamant. Avec un vent légèrement trop fort (+2,1 m/s), elle saute à 6,83 m à son 6e et dernier essai, soit un centimètre moins loin que la Britannique Shara Proctor. Avec cette seconde place, elle devance l'Américaine Brittney Reese, double championne du monde en titre, qui termine à la 7e place (6,48 m). Le 28 juin 2012, elle remporte la médaille d'or des Championnats d'Europe d'Helsinki avec un saut à 6,81 m, devançant notamment la Biélorusse Volha Sudarava et la Norvégienne Margrethe Renstrøm.
En mars 2013, elle termine deuxième des Championnats d'Europe en salle de Göteborg, battant trois fois consécutivement son record national de 2008, avec des sauts à 6,85, 6,87 puis 6,90 m. Mais au championnat du monde de Moscou, elle ne réussit pas à se qualifier pour la finale (6,39) et durant l'été 2013 son meilleur bond se limite à 6,78 m.

### Titre mondial en salle et européen en plein air (2014)

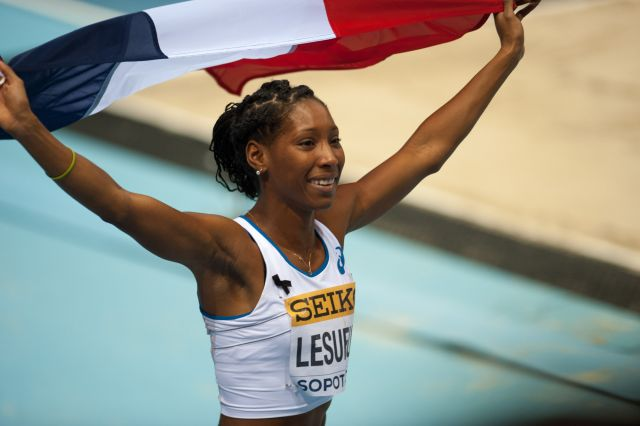
Éloyse Lesueur remporte les championnats du monde en salle 2014.

Le 9 mars 2014, lors des championnats du monde en salle de Sopot, en Pologne, Éloyse Lesueur remporte la médaille d'or du saut en longueur en établissant la marque de 6,85 m à son quatrième essai, devançant finalement la Britannique Katarina Johnson-Thompson (6,81 m) et la Serbe Ivana Španović (6,77 m). Avec cette médaille d'or, la seule décrochée par l'équipe de France durant ces championnats, Lesueur devient le onzième athlète français à remporter un titre mondial « indoor », et seulement la troisième athlète féminine après Marie-Pierre Duros sur 3 000 m en 1991 et Muriel Hurtis sur 200 m en 2003.
Lors des championnats d'Europe à Zurich elle remporte l'or avec un saut à 6,85 m, devant la Serbe Ivana Španović (6,81 m) et la Russe Darya Klishina (6,65 m), ce qui lui permet de rester championne d'Europe et de rapporter à la délégation française sa première médaille d'or dans cette compétition. Le 21 août 2014, lors du meeting de Stockholm, elle réalise une performance à 6,94 m (2 cm de plus que sa meilleure marque) qui lui permet de terminer 2e, mais ce saut n'est pas homologué comme record personnel en raison du vent mesuré (+ 2,6 m/s) .

### Blessures (2015 - 2016)
Éloyse Lesueur intègre le club du SCO Sainte Marguerite à partir du 1er janvier 2015. Elle décide de faire évoluer sa technique de saut d'un ciseau simple à un ciseau double, décision prise à la suite d'un entretien entre elle, son entraîneur Renaud Longuèvre et l'ancien athlète Carl Lewis : « J’avais tendance à décélérer sur la fin de course car le ciseau simple m’obligeait à fixer mes segments et ce n’était pas en corrélation avec la fin de course, qui est censée vous donner de la vitesse et de la fréquence. Le double ciseau est dans la continuité de la course d’élan. Cela permet d’éviter d’allonger, d’avoir les épaules en arrière. Quand vous me verrez sauter, vous verrez qu’il y a beaucoup moins de déperdition de vitesse. » Cette technique demandant un temps d'adaptation, elle explique que son ambition prioritaire est le tournoi olympique de 2016 plus que la saison 2015, année où elle souhaite également disputer le 60 mètres.
En mai 2015, au cours d'un entraînement, Lesueur se blesse et est atteinte d'une rupture du ligament croisé postérieur du genou droit. Cette blessure l'empêche de pouvoir participer aux championnats du monde d'athlétisme de 2015. De retour à l'entraînement, elle modifie en octobre 2015 sa structure : Laurence Bily et Teddy Tamgho deviennent ses entraîneurs à la place de Renaud Longuèvre. Bily s'occupe tout particulièrement de sa course d'élan, Tamgho de sa technique de saut.
Elle lance officiellement sa saison 2016 le 24 juin lors des Championnats de France d'Angers où elle se classe 3e avec un saut à 6,34 m puis remporte le DécaNation avec 6,57 m.
Elle ne retrouve cependant pas son niveau antérieur à sa blessure.

### Retour et essai au triple saut (2017)
Le 7 mai 2017, elle participe au premier tour des Interclubs sur le triple saut, signant une performance convaincante de 13,89 m (+ 3,4 m/s). Deux semaines plus tard, lors du second tour, elle dépasse la barrière des 14 mètres en réalisant 14,10 m (+ 1,2 m/s). Elle n'est plus qu'à quinze centimètres des minima (14,25 m) fixés pour les Championnats du monde de Londres.
Le 4 juillet, elle fait son retour sur le saut en longueur à l'occasion du meeting de Székesfehérvár : elle se classe 3e du concours et réalise 6,65 m, son meilleur saut en plein air depuis 2014. Le 14 juillet, elle remporte les Championnats de France se déroulant à Marseille avec un saut à 6,93 m. Néanmoins, cette performance ne lui permet pas de réaliser les minima pour les mondiaux de Londres (6,75 m) en raison d'un vent trop fort (+ 4,3 m/s). Deux jours plus tard, elle devient vice-championne de France sur le triple saut avec 14,04 m après un abandon après le troisième essai.
Restée sur un record à 12,05 m à l’âge de 16 ans, elle défie les spécialistes du triple saut comme Jeanine Assani-Issouf ou encore Rouguy Diallo et réussit 13,49 m pour son premier concours, puis 14,10 m deux semaines plus tard, le 21 mai. On la pense capable de faire les minima (14,25 m), mais ses autres sorties sont moins probantes (13,78 m puis seulement 13,46 m). En juillet, elle réussit 14,04 m, mais reste en deçà des minima
Le 18 juillet 2017, la FFA la repêche pour participer aux Championnats du monde de Londres sur le triple saut. Le lendemain, elle s'impose au meeting de Liège avec 6,66 m, échouant toujours aux minima pour Londres. Le 29 juillet, l'IAAF la sélectionne également pour le saut en longueur aux championnats du monde. Malheureusement, elle est obligée de déclarer forfait le 2 août à cause d'une blessure au pied contractée lors du triple saut aux Championnats de France.

### Saison 2018
Elle fait appel à Gérard Vialette pour s'entrainer.
Le 18 février 2018, Éloyse Lesueur remporte le titre national du saut en longueur en salle avec un saut à 6,69 m, la 6e meilleure performance mondiale de l'hiver. Sélectionnée pour les championnats du monde en salle de Birmingham, elle termine à la 12e place de la finale avec un meilleur bond à 6,34 m.
Lors de la saison estivale, la Française débute par une performance de 6,58 m (- 0,7 m/s) à l'occasion du premier tour des Interclubs à Aubagne, qu'elle confirme lors des Manchester City Games (+ 1,9 m/s). Au deuxième tour des Interclubs, à Grenoble, elle saute 6,65 m trop venté (+ 2,3 m/s) et 6,61 m de manière légale. Le 8 juin, à Pierre-Bénite, elle atteint les minima pour les championnats d'Europe de Berlin en retombant à 6,71 m (+ 0,6 m/s). Le 16 juin, lors du Meeting d'athlétisme de Marseille, Lesueur réalise son meilleur saut depuis 2014 en terminant 2e du concours avec 6,80 m (+ 1,2 m/s), derrière la championne olympique du triple saut Caterine Ibargüen, auteure de 6,87 m. Aux championnats d'Europe de Berlin, elle est éliminée dès les qualifications après avoir mordu deux essais et ressenti une douleur à l'ischio-jambier gauche. 

### Saison 2019
Éloyse Lesueur commence la saison 2019 avec un saut à 6,60 m lors du concours du saut en longueur du meeting de Metz, ce qui lui permet de valider les minima pour les championnats d'Europe en salle de Glasgow. Mais une semaine plus tard, le 17 février 2019, elle mord ses trois essais au saut en longueur des championnats de France en salle organisés à Miramas, évoquant un problème de marques. Le 2 mars, elle ne parvient pas à franchir le stade des qualifications aux championnats d'Europe en salle, terminant treizième avec un meilleur saut à 6,37 m. 
Le 6 juin 2019, elle se classe huitième du concours de saut en longueur du meeting de Ligue de Diamant de Rome, avec un troisième essai mesuré à 6,39 m. Le 27 juillet, elle renonce à participer aux championnats de France en plein air de Saint-Étienne en raison d'une douleur au genou. Le 11 août, remise de sa douleur, elle finit troisième du saut en longueur des championnats d'Europe par équipes grâce à un bond mesuré à 6,72 m, soit la distance minimale exacte demandée pour participer aux championnats du monde de Doha. Le 5 octobre à Doha, elle ne réalise que 6,46 m aux qualifications du saut en longueur et est éliminée, de même que ses compatriotes Yanis David et Hilary Kpatcha. Elle exprime cependant son soulagement de finir sa saison sans blessures, ce qui ne lui était plus arrivé depuis cinq ans, et se dit sur la bonne voie pour revenir au plus haut niveau.

### Saison 2023
Fin juillet 2023, elle termine deuxième du concours de saut en longueur des championnats de France à Albi.

### Fin de carrière
Le 29 juin 2024, Éloyse Lesueur annonce mettre fin à sa carrière sportive lors des championnats de France d'athlétisme à Angers après avoir remporté la médaille d'argent avec un saut à 6,66 m.

## Vie privée
Éloyse Lesueur est appelée Éloyse Lesueur-Aymonin depuis son mariage en 2017.
En parallèle de sa carrière sportive et dans le cadre du pacte de performance, Éloyse Lesueur travaille pour la société Ippon Technologies.
Éloyse Lesueur a porté plainte contre la FFA en 2020, lui reprochant de l’avoir mal conseillée dans sa gestion financière, de lui avoir fait adopter un statut juridique inadapté, et de lui avoir fait payer ce service, lui occasionnant des pertes de plus de 500 000 euros. Défendue par l'avocat Thierry Braillard, ancien secrétaire d’État chargé aux Sports, elle est déboutée de ses demandes,.

## Palmarès

### International
| Date | Compétition                       | Lieu             | Résultat | Épreuve    | Marque  |
| ---- | --------------------------------- | ---------------- | -------- | ---------- | ------- |
| 2005 | Championnats du monde cadets      | Marrakech        | 7e       | 100 m      | 11 s 69 |
| 2005 | Championnats du monde cadets      | Marrakech        | 2e       | Longueur   | 6,28 m  |
| 2006 | Championnats du monde juniors     | Pékin            | —        | Heptathlon | DNF     |
| 2007 | Championnats d'Europe juniors     | Hengelo          | 2e       | Longueur   | 6,34 m  |
| 2008 | Championnats du monde en salle    | Valence          | 4e       | Longueur   | 6,60 m  |
| 2009 | Championnats d'Europe par équipes | Leiria           | 6e       | Longueur   | 6,29 m  |
| 2009 | Championnats d'Europe espoirs     | Kaunas           | 3e       | Longueur   | 6,72 m  |
| 2010 | Championnats d'Europe par équipes | Bergen           | 1re      | Longueur   | 6,78 m  |
| 2011 | Championnats d'Europe en salle    | Paris            | 4e       | Longueur   | 6,59 m  |
| 2011 | Championnats d'Europe par équipes | Stockholm        | 3e       | Longueur   | 6,60 m  |
| 2011 | DécaNation                        | Nice             | 1re      | Longueur   | 6,91 m  |
| 2012 | Championnats d'Europe             | Helsinki         | 1re      | Longueur   | 6,81 m  |
| 2012 | Jeux olympiques                   | Londres          | 5e       | Longueur   | 6,67 m  |
| 2013 | Championnats d'Europe en salle    | Göteborg         | 2e       | Longueur   | 6,90 m  |
| 2013 | Championnats d'Europe par équipes | Gateshead        | 1re      | Longueur   | 6,44 m  |
| 2014 | Championnats du monde en salle    | Sopot            | 1re      | Longueur   | 6,85 m  |
| 2014 | Relais mondiaux de l'IAAF         | Nassau           | 8e       | 4 × 100 m  | 43 s 74 |
| 2014 | Championnats d'Europe par équipes | Brunswick        | 2e       | Longueur   | 6,87 m  |
| 2014 | Championnats d'Europe             | Zurich           | 1re      | Longueur   | 6,85 m  |
| 2014 | DécaNation                        | Angers           | 1re      | Longueur   | 6,79 m  |
| 2014 | Coupe continentale                | Marrakech        | 1re      | Longueur   | 6,66 m  |
| 2014 | Ligue de diamant                  | Ligue de diamant | 3e       | Longueur   | détails |
| 2015 | Championnats d'Europe en salle    | Prague           | 5e       | Longueur   | 6,73 m  |
| 2018 | Championnats du monde en salle    | Birmingham       | 12e      | Longueur   | 6,34 m  |
| 2019 | Championnats d'Europe par équipes | Bydgoszcz        | 3e       | Longueur   | 6,72 m  |

### National
- Championnats de France :
  - Plein air : vainqueur du saut en longueur en 2010, 2011, 2012, 2013, 2014, 2017 et 2020
  - Salle : vainqueur du saut en longueur en 2013 et 2018

## Records
| Épreuve          | Épreuve   | Marque                   | Lieu                | Date           |
| ---------------- | --------- | ------------------------ | ------------------- | -------------- |
| Saut en longueur | Plein air | 7,04 m (+2,6 m/s) 6,92 m | Floride Saint-Denis | 5 juillet 2014 |
| Saut en longueur | En salle  | 6,90 m (NR)              | Göteborg            | 2 mars 2013    |
| Triple saut      | Plein air | 14,10 m                  | Dijon               | 21 mai 2017    |
| Triple saut      | En salle  | 13,49 m                  | Aubière             | 7 janvier 2017 |